# Hammaptera semiobliterata
Hammaptera semiobliterata là một loài bướm đêm trong họ Geometridae.